# بركان كوليما
بركان كوليما (بالمكسيكية:Volcán de Colima) هو أعلى بركان في المكسيك حيث يقع على ارتفاع 3820 متر (12533 قدم) واعتبارا من عام 2015 يعد هذا البركان واحدا من أكثر البراكين المكسيك و أمريكا الشمالية وقد اندلع أكثر من 40 مرة منذ عام 1576 تقريبا . وكان أحد أكبر الانفجارات في 20 يناير 1913م

## مخاطر
- يعيش حوالي 300000 بشري على مسافة 40 كم (25 ميلًا) من البركان، مما يجعله أخطر بركان في المكسيك.[3]
- يعد واحدا من أكثر البراكين نشاطا وخطورة في أمريكا الشمالية، وقد تضع السلطات سكان المنطقة في حالة تأهب عند الانفجارات في 2015.[2]

## إنفجارات
في أكتوبر 2015 ثار بركان كوليما في المكسيك، وقد انبعثت من فوهته سحب رمادية كثيفة وغازات على ارتفاع نحو كيلومترين ونصف، ونشط هذا البركان خلال شهري يناير وفبراير (من سنة 2015)، وهو جزء من الحزام الناري في المحيط الهادي.

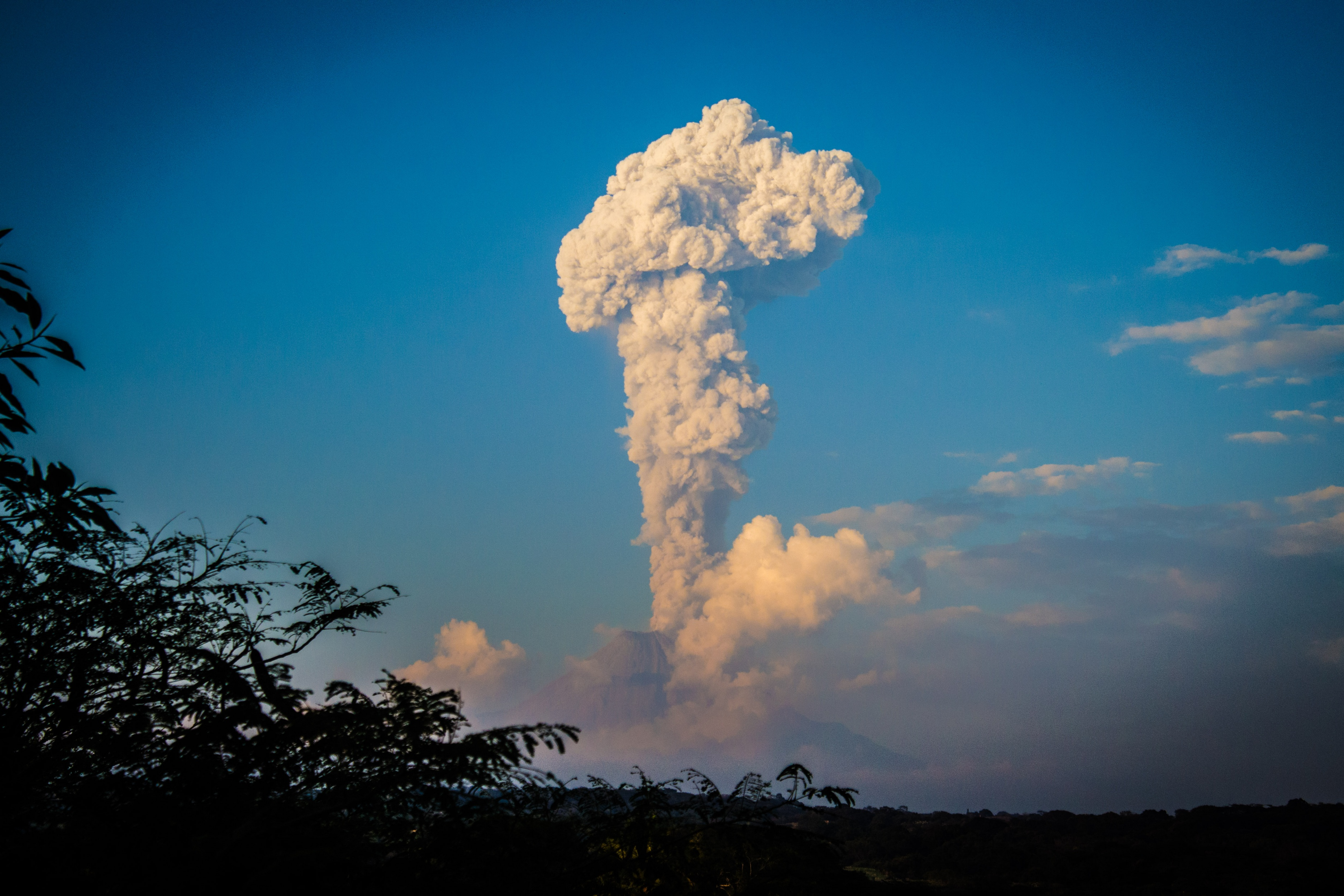
إنفجار بركان كوليما في ديسمبر 2016 الساعة الخامسة مساءا

في 25 ديسمبر 2016، أنفجر عمودًا من الرماد والدخان يبلغ 10000 قدم (3048 متر) في السماء. خلال ديسمبر 2016، حدثت أعمدة الرماد أكثر من مرة في اليوم. (يوم الأحد)مثلا في 18 ديسمبر 2016، حيث كانت هناك ثلاث انفجارات. وصلت أكبر أعمدة الرماد إلى ارتفاع 2 كيلومتر تقريبا.
شهد بركان كوليما انفجارًا قويًا آخر في الساعة 06:27 (بالتوقيت العالمي:00:27 CST) في 18 يناير 2017. أدى الانفجار إلى رماد بركاني يصل إلى 4 كم (13 123 قدمًا) فوق فوهة البركان.

## التاريخ الجيولوجي
في أواخر العصر البليستوسيني، حدث انهيار أرضي ضخم في البركان، حيث كان يقرب من 25 كيلومترًا (6 أميال مكعبة) من حطام تتحرك حوالي 120 كيلومترًا تقريبا، ووصلت إلى المحيط الهادئ. تم تغطية مساحة تبلغ حوالي 2200 كيلومتر مربع من ودائع الانهيارات الموجودة الأرضية. المخروط النشط حاليًا هو داخل كالدائرة تقريبا كبيرة ربما تكونت من مزيج من الانهيارات الأرضية والانفجارات الكبيرة. الحمم وكانت عبارة عن أنديسايت تحتوي على 56-61٪ تقريبا منه.

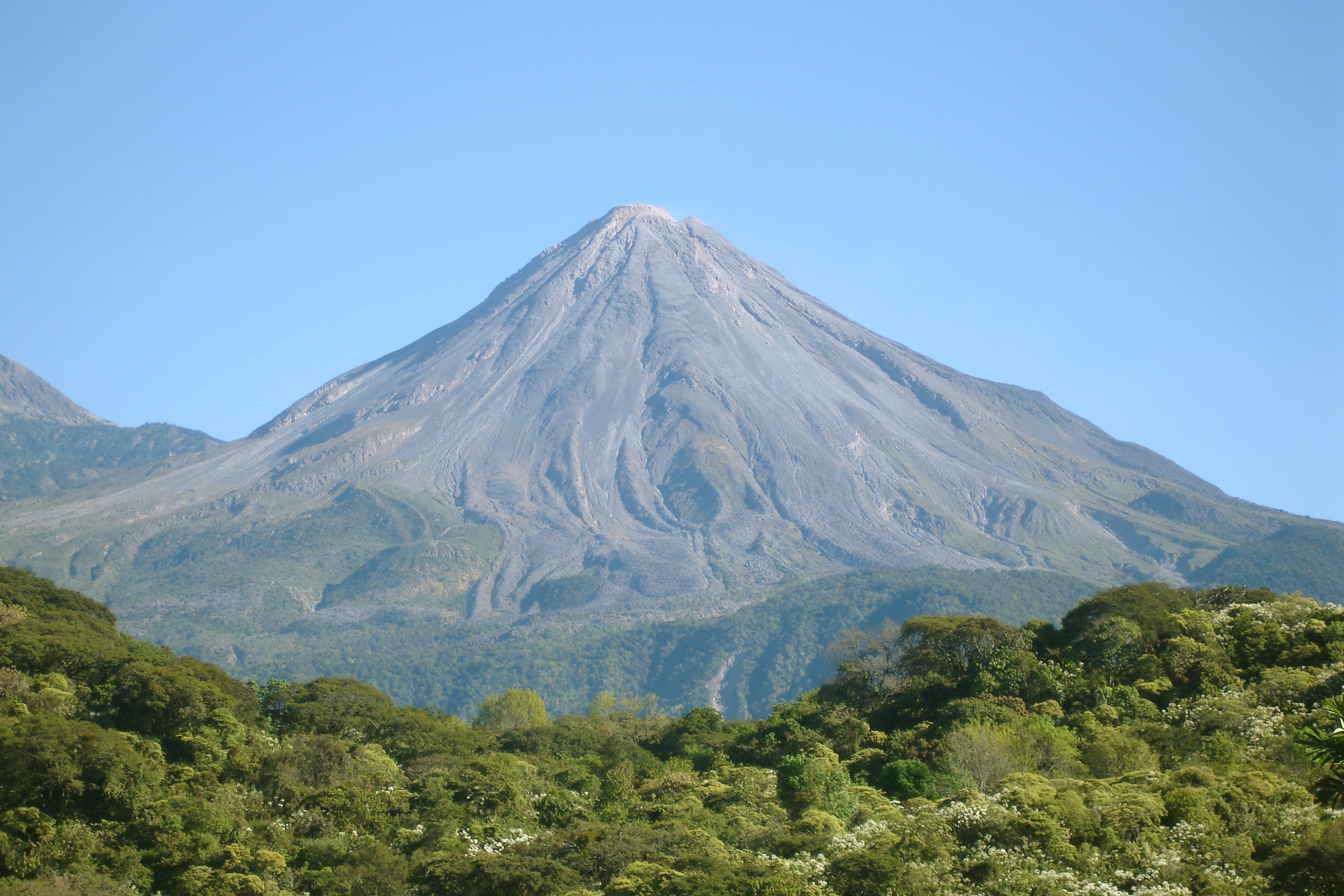
صورة لبركان كوليما مع الأشجار

### روايات أخرى
منذ عامي 1869-1878، تشكلت مجموعة من القباب الطفيلية، المعروفة مجتمعة باسم (El Volcancito)، على الجانب الشمالي الشرقي من المخروط الرئيسي للبركان.

## مرصد البراكين
تتم مراقبة البركان من قبل مرصد كوليما بركان في جامعة كوليما في المكسيك. يقوم الفريق بتحليل وتفسير وتوصيل كل حدث يحدث في هذا البركان.
في عام 2017م تم تثبيت كاميرا ويب بالقرب من البركان، ويمكن رؤية النشاط البركاني في الوقت الفعلي.